# أولاد معطلة الفوقانية (عرب صباح زيز)
أولاد معطلة الفوقانية هي إحدى مشيخات المملكة المغربية، تتبع جغرافيا لإقليم الرشيدية وإداريًا لعرب صباح زيز. يقدر عدد سكانها بـ 3198 نسمة حسب الإحصاء الرسمي للسكان والسكنى لسنة 2004.